# Nordmannsforbundet
Nordmannsforbundet var en norsk sammanslutning grundad 1907, med uppgift att verka för sammanhållning mellan norrmän i och utom Norge.
Förbundet utgav en tidskrift, ordnade föredragsturnéer, utställningar och samlade material för att belysa de norska emigranternas liv och historia. En av Nordammsforbundets ledande krafter under de tidiga åren var Carl Joachim Hambro.
2020 gick de ihop med Norge-Amerika Foreningen och upphörde därmed.